# Wasyl Tyszkiewicz
Wasyl Tyszkiewicz lub Wasyl Tyszkowicz Kalenikowicz zwany też Bazylim Kalenickim-Tyszkiewiczem (ur. w 1492 roku – zm. 13 sierpnia 1571 roku) – wojewoda smoleński w latach 1569-1571, wojewoda podlaski w latach 1558-1569, marszałek hospodarski w latach 1546-1568, starosta piński w latach 1569-1571, starosta bobrujski w 1549 roku, starosta miński w latach 1544-1569, starosta wołkowyski w 1546 roku, starosta czerkaski i kaniowski w latach 1536-1537, starosta krasnosielski w latach 1533-1534 i w 1554 roku, dworzanin królewski w 1522 roku, ewangelik.
Wnuk Kalenika Mniszkowicza, syn Tyszki, czyli Tymoteusza (1452-1501) – protoplasty rodu Tyszkiewiczów i nieznanej z imienia księżniczki Druckiej-Horskiej. Brat Borysa (zm. 1498), Lwa (zm. po 1515), Hawryły (zm. po 1546) i Michała (zm. 1548).
Wasyl Tyszkiewicz został dworzaninem królewskim w 1522 roku. W 1546 roku mianowany został marszałkiem królewskim. Od 1558 roku pełnił urząd wojewody podlaskiego. Od 1569 roku – wojewody smoleńskiego. 
Na sejmie bielskim 1564 roku był świadkiem wydania przywileju bielskiego przez króla Zygmunta II Augusta.
Założyciel ordynacji łohojskiej 8 kwietnia 1567 roku, potwierdzonej 20 sierpnia 1567 roku. Zgodnie z tradycją od 5 listopada 1569 roku był hrabią na Łohojsku i Berdyczowie z nadania króla Zygmunta Augusta. Jednak ustalenia Tadeusza Wasilewskiego wskazują, że informacja o nadaniu tytułu w 1569 roku była fałszywa, a Wasyl nie używał tytułu hrabiego, w przeciwieństwie do swoich potomków.
Był też starostą krasnosielskim, czerkaskim, kaniowskim, mińskim, wołkowyskim, pińskim, bobrujskim i aińskim.
Odbywał poselstwa do Moskwy w 1555, chana tatarskiego w 1533 i Włoch.
Pierwsza żona, Aleksandra Czartoryska, córka Siemiona i wnuczka Aleksandra Wasylewicza (zm. 1476), urodziła czworo dzieci: Jerzego 1518–1576, Ostafieja zm. 1557, Kalenika zm. 1576 i córkę Nastazję, późniejszą żonę Iwana Mieleszki i matkę Jana Eliasza Mieleszki. Druga żona, Nastazja Sopoćkówna herbu Syrokomla, urodziła Ostafieja Serafina, zm. 1590, i córkę Aleksandrę, późniejszą żonę Aleksandra Chodkiewicza, zm. 1578, kasztelana wileńskiego, Konstantego Ostrogskiego, zm. 1588, podczaszego litewskiego, i Mikołaja Jazłowieckiego, zm. 1595.